# Seremaia Bai
Seremaia Baikeinuku znany jako Seremaia Bai (ur. 4 stycznia 1979 w Nausori) – fidżyjski rugbysta, reprezentant kraju, uczestnik Pucharów Świata w 2007 i 2011 roku. Występował na pozycji środkowego ataku.

## Kariera klubowa
Po wyjeździe z Fidżi pierwszym klubem Bai zostało sydnejskie Eastern Suburbs. Do Australii trafił w roku 1999, jednak jeszcze w tym samym roku wrócił do fidżyjskiego klubu Tailevu Knights. W roku 2001 Seremaia Bai przeniósł się do walijskiego Crosskeys. Również tam długo nie zagrzał miejsca – po kontuzji odniesionej w meczu reprezentacji, 2002 rok spędził w nowozelandzkim klubie z regionu Southland. W 2003 roku Bai zamienił klub z Wyspy Południowej na japoński Secom Rugguts. Po upływie kontraktu, który wiązał Fidżyjczyka z klubem z kraju kwitnącej wiśni, w 2006 roku wrócił do ojczyzny i swojego dawnego klubu Tailevu Knights. Bai poprowadził go do zwycięstwa w Pucharze Kolonialnym – fidżyjskiej najwyższej klasie rozgrywkowej. Efektem dobrej gry była propozycja zatrudnienia z francuskiego Clermont.

## Kariera reprezentacyjna
Seremaia Bai ma za sobą występy w młodzieżowych reprezentacjach Fidżi: U-19, U-21 i U-23. W dorosłej kadrze Wyspiarzy po raz pierwszy wystąpił przeciw Japonii w maju 2000 roku. Równolegle zaliczył on debiut w reprezentacji siódemek w IRB Sevens World Series (1999/2000), wygrywając turniej Japan Sevens 2000. W późniejszym okresie skupił się na występach w zespole piętnastoosobowym. W 2001 roku wystąpił w dalszych czterech spotkaniach, jednak podczas meczu z Tonga uległ dość poważnej kontuzji – złamał kostkę. Nie został powołany na Puchar Świata w 2003 roku, jednak do reprezentacji powrócił w 2004 roku, gdzie został etatowym kopaczem. Solidna gra zaowocowała uwzględnieniem Bai w składzie Pacific Islanders – łączonego zespołu złożonego z Fidżyjczyków, Samoańczyków i Tongijczyków – na spotkania w 2004 i 2006 roku. W roku 2007 był jednym z bardziej doświadczonych zawodników swojej reprezentacji podczas Pucharu Świata. Na francuskiej imprezie Bai zagrał we wszystkich 5 meczach swojej drużyny i zdobył 12 punktów (2 przeciw Australii, 10 przeciw RPA). W roku następnym zagrał natomiast we wszystkich trzech spotkaniach Pacific Islanders, również w zwycięskim pojedynku z Włochami.
W 61 meczach, jakie rozegrał dla reprezentacji Fidżi zdobył 356 punktów, natomiast w 8 meczach Pacific Islanders zdobył 35 punktów.